# Teorija velikog praska
Teorija velikog praska (eng. The Big Bang Theory) je američka humoristična serija (popularno sitcom) čiji su autori Chuck Lorre i Bill Prady (obojica su ujedno i izvršni producenti), a koja je sa svojim prikazivanjem započela 24. rujna 2007. godine na američkoj televizijskoj mreži CBS. A završni nastavak prikazan je 16. svibnja 2019. u Americi na televizijskoj mreži CBS.
Radnja serije smještena je u Pasadeni (država Kalifornija), a glavni likovi su dvojica genijalaca (eksperimentalni fizičar Leonard Hofstadter i teoretičar fizike Sheldon Cooper), njihova susjeda (konobarica s glumačkim aspiracijama Penny) te dvojica Leonardovih i Sheldonovih prijatelja i kolega (Howard Wolowitz i Rajesh Koothrappali). U kasnijim sezonama, još su se tri lika profilirala u glavnu glumačku postavu: Bernadette (na početku pojavljivanja studentica mikrobiologije i Pennyjina kolegica konobarica, koja nakon relativno kratkog vremena završi studije i zaposli se u farmaceutskoj industriji), Amy Farrah Fowler (Sheldonova prijateljica, neuroznanstvenica, često secira mozgove i izvodi razne luckaste eksperimente na primatima) i Stuart Bloom (vlasnik trgovine za stripove koju likovi redovito pohađaju.
U SAD-u prikazana je dvanaesta završna sezona serije (ukupno više od 270 nastavaka). Gledanost serije u SAD-u iz sezone u sezonu raste sve više pa je tako premijera treće sezone u rujnu 2009. godine bila najgledanija od svih ostalih emisija prikazanih na CBS-u te večeri skupivši 12,83 milijuna gledatelja pred male ekrane.
Prve tri sezone prikazivale su se ponedjeljkom, odmah nakon serije Dva i pol muškarca (koju također producira Chuck Lorre), dok se od četvrte sezone prikazuje četvrtkom. U ožujku 2014. službeno je potvrđeno da će se snimati još tri sezone serije, čime će se ista na malim ekranima zadržati barem do 2017. godine. Sedma sezona je krenula 26. rujna 2013. godine, a imala je 24 nastavka što znači da je do kraja sezone bilo 159 nastavaka. Serija je u šestoj sezoni postala veoma gledana, a epizoda "The Bakersfield Expedition" je dosegla 20 milijuna gledatelja. Osma sezona nastavlja trend iz prošlih sezona, ali trenutno je samo epizoda od četvrtka 30. listopada bila prva po gledanosti u "prime time" terminu, te imala gledanost iznad 16,3 milijuna gledatelja.

## Glavni likovi
- Leonard Hofstadter (Johnny Galecki) - Leonard je eksperimentalni fizičar čiji kvocijent inteligencije doseže 173, a koji je doktorirao s 24 godine. On je centralni lik serije koji svoj stan dijeli s kolegom i prijateljem Sheldonom Cooperom. Tijekom prve tri sezone scenaristi su se poigravali s romansom između njega i susjede Penny; njihove neriješene seksualne tenzije na početku su bile gotovo glavna okosnica cjelokupne serije - bili su u kratkoj intimnoj vezi, koju su u dva navrata prekidali, da bi do osme sezone vezu ponovno nastavili, ovoga puta ozbiljnu, pa su tako sada i oženjeni. Nizak je što mu se često nabija na nos. Sramežljiv je i smotan.

- Sheldon Cooper (Jim Parsons) - Sheldon dolazi iz istočnog Teksasa, dijete genij koji je s 11 godina (nakon petog razreda osnovne škole) započeo studirati. Vlasnik je dva doktorata, a kvocijent inteligencije mu je zastrašujućih 187. Unatoč tome Sheldon ima velikih problema s razumijevanjem ironije, sarkazma i humora općenito. Sheldon je pomalo autističan jer svijet vidi u drugom svjetlu. Upravo ove karakteristike glavni su izvor humora njegovog lika, ali i središnja radnja većine dosadašnjih nastavaka. Sheldon dijeli stan s kolegom i prijateljem Leonardom Hofstadterom, a posebno je zanimljiv njegov odnos s Penny. Međuljudski odnosi potpuna su mu misterija, osobito dio vezan uz romantiku i seksualnost. Ima i doista velik broj smiješnih OKP (opsesivno kompulsivnih) mušica, kao što je obavezno kucanje na vrata tri puta, potreba za konkluzijom svega što je započeto, ima svoje mjesto za sjedenje u svim prostorima gdje duže boravi, beskompromisno slijeđenje pravila i zakona, te još mnoge druge mušice u ponašanju. Popularna je postala njegova tkzv. antologijska psina bazinga. Fizičar je. Veći dio serije istraživao je teoriju struna, no kasnije se prebacuje na tamnu materiju. Najpametniji lik je u ovoj seriji. Često ismijava Howarda zbog toga što nema doktorat. Isto tako, ima neobičan smisao za humor. U 11. sezoni se oženi za Amy Farrah Fowler.
- Penny (Kaley Cuoco) - privlačna plavuša, rođena i odrasla u državi Nebraski koja živi u stanu odmah preko puta Sheldona i Leonarda. Njezinim doseljavanjem započela je i serija. Prikazuje ju se kao jedinog lika koji nije pametan, ali ju krase iznimna ljepota i snalažljivost. Iako za život zarađuje kao konobarica u Cheescake factory-u, Penny ima glumačke težnje pa gotovo neprestano ide na audicije koje su se za sada pokazale neuspješnim. Do osme sezone dala je otkaz u "Cheesecake factory" i zaposlila se kao farmaceutska prodavačica (promotorica), u čemu joj je pomogla Bernadette zaposlivši je u kompaniji u kojoj ona radi kao istraživačica.
- Howard Wolowitz (Simon Helberg) - je aeronautički inženjer, Židov koji živi s majkom (koju u seriji nikad ne vidimo, nego samo čujemo). Za razliku od svojih prijatelja i kolega, Howard nema doktorat, ali taj nedostatak brani teorijom da stvari koje on dizajnira zbilja postoje i lansiraju se u svemir dok se njegovi prijatelji bave isključivo teorijskim radom. Ipak, njegov najveći trademark predstavljaju nevjerojatno neuspješni uleti djevojkama (od kojih se i sama Penny ponekad zgraža). Povijest mu bilježe velik broj gadosti te avanture sa  prostitutkama. Do ženidbe s Bernadette je pokazao ograničen uspjeh u istome, dok joj je sada vjeran iako imaju pomalo neobičan odnos - ona radi u farmaceutskoj industriji, pa ima više novca nego on što dovodi do nekoliko smiješnih situacija. I njegov odnos s Rajeshom dovede do podosta smiješnih situacija aludiranjem na gay konotacije u ophođenju među dvojicom najboljih prijatelja, pogotovo zato što Rajesh počesto ne ide za tim kako neke fraze zvuče onima oko njega (na engleskom, što hrvatski prevoditelji ponekad niti ne prevedu ili krivo prevedu takve situacije). U seriji dosta ističe svoje uspjehe kao odlazak u  svemir.
- Rajesh Koothrappali (Kunal Nayyar) - Rajesh, podrijetlom iz New Delhija (država Indija), radi kao astrofizičar. Među ženama izrazito je sramežljiv što dovodi do njegove nemogućnosti komunikacije s istima osim ako nije pod utjecajem alkohola. Unatoč tome, a za razliku od svog najboljeg prijatelja Howarda, Raj je do sada imao puno više sreće s djevojkama. Njegove roditelje, Dr. i gđu V. M. Koothrappali, vidimo samo preko web kamere u određenim epizodama. Njegova sestra Priya bila je u vezi s Leonardom. Rajesh kroz sezone uspijeva savladati svoj strah od žena te u 7. sezoni počinje pričati s njima bez utjecaja alkohola.  metroseksualac je, a krase ga dobar modni ukus i smisao za organizaciju. Usko je povezan sa svojim psom Cimetkom.

## Razvoj serije
Prvi nastavak serije (Pilot) razvijena je za televizijsku sezonu 2006. – 2007. i bila je potpuno drugačija od one koja se uistinu i prikazala. Od glumaca iz tog prvog, nikad prikazanog nastavka, ostali su samo Johnny Galecki i Jim Parsons. Sadašnja Penny u tom prvom nastavku zvala se Katie i bila je potpuno drugačijeg karaktera. Glumila ju je Amanda Walsh. Također je postojao još jedan ženski lik: Gilda (koju je glumila Iris Bahr). Uz sve to, čak je i uvodna špica bila potpuno drugačija - korištena je pjesma "She Blinded Me With Science" u izvedbi Thomasa Dolbyja. Nakon snimljenog pilota, televizijska mreža nije prihvatila seriju, ali je piscima pružena još jedna prilika da seriju ožive što su oni i učinili dodavši sadašnje likove koje poznajemo, promijenivši cjelokupnu glumačku postavu (osim dva glavna glumca) i stvorivši trenutni format serije. Kreator Lorre je jednom prilikom izjavio: "Snimili smo pilot nastavak za Teoriju velikog praska još prije dvije i pol godine i bila je preloša. Međutim, čak i u njoj dvije stvari su funkcionirale savršeno: Johnny i Jim. U potpunosti smo promijenili scenarij, a uskoro su nam se pridružili i Kaley, Simon i Kunal." Izvorni, nikad emitiran prvi nastavak nije izdan u niti jednom obliku, iako isti kruži Internetom i moguće ga je pronaći i pogledati.
Pravi Pilot nastavak (onaj s kojim je i započelo prikazivanje serije) režirao je poznati redatelj James Burrows (Prijatelji) koji ipak nije ostao u snimateljskoj ekipi nakon toga. Produkcija prve sezone prekinuta je 6. studenog 2007. godine zbog štrajka scenarista što je i dovelo do toga da prva sezona ima svega 17 nastavaka (umjesto uobičajenih 22). Nakon što je štrajk završio, odobrena je i cjelokupna druga sezona koja je s prikazivanjem započela 22. rujna 2008. godine. Uz povećavanje gledanosti iz tjedna u tjedan, seriji je ubrzo odobreno snimanje treće i četvrte sezone.
David Saltzberg, profesor fizike i astronomije na Sveučilištu u Kaliforniji stalno provjerava scenarij i piše dijaloge, matematičke jednadžbe i dijagrame koji se koriste u seriji. Izvršni producent i ko-kreator serije Bill Prady kaže: "Dali smo Sheldonu pravi, stvarni problem na kojem će raditi tijekom cijele prve sezone, tako da će se na njegovim pločama zbilja moći vidjeti određeni napredak... Naporno radimo da nam cjelokupna znanost štima."
Glavni likovi u seriji dobili su ime prema glumcu, redatelju i producentu Sheldonu Leonardu.

### Produkcijski troškovi
Za prve tri sezone, troje glavnih glumaca - Johnny Galecki (Leonard), Kaley Cuoco (Penny) i Jim Parsons (Sheldon) - dobivali su 60 tisuća dolara po nastavku. Od početka četvrte sezone plaća im je narasla na 200 tisuća dolara po nastavku. Prema ugovorima koje su potpisali, svake sezone iznova plaća će im se povećavati za 50 tisuća dolara što je iznosilo 350 tisuća dolara po nastavku u sedmoj sezoni. Prije početka produkcije osme sezone troje glavnih glumaca zatražila su i potpisali ugovore na milijun dolara po epizodi za tri sezone (8., 9. i 10.) te četvrtu (11.) kao izglednu opciju za produžetak serije i potpisanih ugovora.
U rujnu 2013. Bialik i Rauch (Amy i Bernadette) izmijenile su ugovore potpisane kad su počele glumiti u seriji 2010. Po svojim starim ugovorima, svaka je zarađivala od 20.000 do 30.000 dolara po epizodi, dok su novi ugovori udvostručili taj iznos, počevši od 60,000 dolara po epizodi, iznos stalno raste do 100.000 dolara po epizodi do kraja ugovora, a ugovorima je dodana i još jedna, moguća četvrta godina za obje glumice.
U kolovozu 2014. Helberg i Nayyar (Howard i Rajesh) ispregovarali su izmjene u svojim ugovorima, dajući im plaću po epizodi koja se kreće "oko sredine iznosa sa šest znamenki", što je znatno povećanje u odnosu na oko 100.000 dolara po epizodi koje je svaki od njih primao u godinama prije. Ovaj dvojac, koji je tražio da se uspostavi paritet plaća u rangu s Parsons, Gałecki i Cuoco, potpisali su ugovore nakon što su studio i producenti zaprijetili da će napisati scenarij u kojem njihovi likovi nestaju iz serije, ako sporazum ne bude mogao biti postignut prije početka proizvodnje na osmoj sezoni.

## Uvodna špica
Popularna glazbena skupina Barenaked Ladies napisala je i snimila pjesmu na uvodnoj špici koja objašnjava razvoj svemira od samih početaka i promjene koje su Zemlja i čovječanstvo doživjeli od tada do danas. Dana 9. listopada 2007. godine objavljena je puna verzija pjesme u trajanju od 1:45 minuta. U izdanju TV Guidea iz 2010. godine uvodna špica serije proglašena je šestom najboljom televizijskom špicom ikad prema izboru čitatelja.

## Pregled serije
U Hrvatskoj je na RTL Televiziji tokom ljeta 2010. prikazana prva sezona, 2011. godine ponavljaju prvu sezonu na programu RTL 2, nakon koje kontinuirano emitiraju ostale sezone. Dana 22. studenoga 2021. godine u Hrvatskoj emitirana je zadnja epizoda serije, do daljnjega serija se nastavlja reprizirati na RTL 2.
| Sezona | Sezona | Broj Epizoda | SAD emitiranje   | SAD emitiranje    | Hrvatsko emitiranje                              | Hrvatsko emitiranje                                |
| Sezona | Sezona | Broj Epizoda | Premijera sezone | Kraj sezone       | Premijera sezone                                 | Kraj sezone                                        |
| ------ | ------ | ------------ | ---------------- | ----------------- | ------------------------------------------------ | -------------------------------------------------- |
|        | 1.     | 17           | 24. rujna 2007.  | 19. svibnja 2008. | 13. srpnja 2010. (RTL) 4. siječnja 2011. (RTL 2) | 31. kolovoza 2010. (RTL) 26. travnja 2011. (RTL 2) |
|        | 2.     | 23           | 22. rujna 2008.  | 11. svibnja 2009. | 3. svibnja 2011.                                 | 6. listopada 2011.                                 |
|        | 3.     | 23           | 21 rujna 2009.   | 24. svibnja 2010. | 22. svibnja 2012.                                | 6. lipnja 2012.                                    |
|        | 4.     | 24           | 23. rujna 2010.  | 19. svibnja 2011. | 6. lipnja 2012.                                  | 22. lipnja 2012.                                   |
|        | 5.     | 24           | 22. rujna 2011.  | 10. svibnja 2012. | 22. lipnja 2012.                                 | 10. srpnja 2012.                                   |
|        | 6.     | 24           | 27. rujna 2012.  | 16. svibnja 2013. | 18. rujna 2013.                                  | 4. listopada 2013.                                 |
|        | 7.     | 24           | 26. rujna 2013.  | 15. svibnja 2014. | 12. svibnja 2014.                                | 28. svibnja 2014.                                  |
|        | 8.     | 24           | 22. rujna 2014.  | 7. svibnja 2015.  | 21. rujna 2015.                                  | 6. listopada 2015.                                 |
|        | 9.     | 24           | 21. rujna 2015.  | 12. svibnja 2016. | 9. svibnja 2017.                                 | 9. lipnja 2017.                                    |
|        | 10.    | 24           | 19. rujna 2016.  | 11. svibnja 2017. | 13. studenoga 2017.                              | 14. prosinca 2017.                                 |
|        | 11.    | 24           | 25. rujna 2017.  | 10. svibnja 2018. | 7. lipnja 2018.                                  | 10. srpnja 2018.                                   |
|        | 12.    | 24           | 24. rujna 2018   | 16. svibnja 2019. | 5. studenoga 2021.                               | 22. studenoga 2021.                                |

| 1. Pilot 2. The Big Bran Hypothesis 3. The Fuzzy Boots Corollary 4. The Luminous Fish Effect 5. The Hamburger Postulate 6. The Middle Earth Paradigm 7. The Dumpling Paradox 8. The Grasshopper Experiment 9. The Cooper-Hofstadter Polarization 10. The Loobenfeld Decay 11. The Pancake Batter Anomaly 12. The Jerusalem Duality 13. The Bat Jar Conjecture 14. The Nerdvana Annihilation 15. The Pork Chop Indeterminacy 16. The Peanut Reaction 17. The Tangerine Factor | 1. The Bad Fish Paradigm 2. The Codpiece Topology 3. The Barbarian Sublimation 4. The Griffin Equivalency 5. The Euclid Alternative 6. The Cooper-Nowitzki Theorem 7. The Panty Piñata Polarization 8. The Lizard-Spock Expansion 9. The White Asparagus Triangulation 10. The Vartabedian Conundrum 11. The Bath Item Gift Hypothesis 12. The Killer Robot Instability 13. The Friendship Algorithm 14. The Financial Permeability 15. The Maternal Capacitance 16. The Cushion Saturation 17. The Terminator Decoupling 18. The Work Song Nanocluster 19. The Dead Hooker Juxtaposition 20. The Hofstadter Isotope 21. The Vegas Renormalization 22. The Classified Materials Turbulence 23. The Monopolar Expedition | 1. The Electric Can Opener Fluctuation 2. The Jiminy Conjecture 3. The Gothowitz Deviation 4. The Pirate Solution 5. The Creepy Candy Coating Corollary 6. The Cornhusker Vortex 7. The Guitarist Amplification 8. The Adhesive Duck Deficiency 9. The Vengeance Formulation 10. The Gorilla Experiment 11. The Maternal Congruence 12. The Psychic Vortex 13. The Bozeman Reaction 14. The Einstein Approximation 15. The Large Hadron Collision 16. The Excelsior Acquisition 17. The Precious Fragmentation 18. The Pants Alternative 19. The Wheaton Recurrence 20. The Spaghetti Catalyst 21. The Plimpton Stimulation 22. The Staircase Implementation 23. The Lunar Excitation | 1. The Robotic Manipulation 2. The Cruciferous Vegetable Amplification 3. The Zazzy Substitution 4. The Hot Troll Deviation 5. The Desperation Emanation 6. The Irish Pub Formulation 7. The Apology Insufficiency 8. The 21-Second Excitation 9. The Boyfriend Complexity 10. The Alien Parasite Hypothesis 11. The Justice League Recombination 12. The Bus Pants Utilization 13. The Love Car Displacement 14. The Thespian Catalyst 15. The Benefactor Factor 16. The Cohabitation Formulation 17. The Toast Derivation 18. The Prestidigitation Approximation 19. The Zarnecki Incursion 20. The Herb Garden Germination 21. The Agreement Dissection 22. The Wildebeest Implementation 23. The Engagement Reaction 24. The Roommate Transmogrification |

| 1. The Skank Reflex Analysis 2. The Infestation Hypothesis 3. The Pulled Groin Extrapolation 4. The Wiggly Finger Catalyst 5. The Russian Rocket Reaction 6. The Rhinitis Revelation 7. The Good Guy Fluctuation 8. The Isolation Permutation 9. The Ornithophobia Diffusion 10. The Flaming Spittoon Acquisition 11. The Speckerman Recurrence 12. The Shiny Trinket Maneuver 13. The Recombination Hypothesis 14. The Beta Test Initiation 15. The Friendship Contraction 16. The Vacation Solution 17. The Rothman Disintegration 18. The Werewolf Transformation 19. The Weekend Vortex 20. The Transporter Malfunction 21. The Hawking Excitation 22. The Stag Convergence 23. The Launch Acceleration 24. The Countdown Reflection | 1. The Date Night Variable 2. The Decoupling Fluctuation 3. The Higgs Boson Observation 4. The Holographic Excitation 5. The Re-Entry Minimization 6. The Extract Obliteration 7. The Habitation Configuration 8. The 43 Peculiarity 9. The Parking Spot Escalation 10. The Fish Guts Displacement 11. The Santa Simulation 12. The Egg Salad Equivalency 13. The Bakersfield Expedition 14. The Cooper/Kripke Inversion 15. The Spoiler Alert Segmentation 16. The Tangible Affection Proof 17. The Monster Isolation 18. The Contractual Obligation Implementation 19. The Closet Reconfiguration 20. The Tenure Turbulence 21. The Closure Alternative 22. The Proton Resurgence 23. The Love Spell Potential 24. The Bon Voyage Reaction | 1. The Hofstadter Insuffiency 2. The Deception Verification 3. The Scavenger Vortex 4. The Raiders Minimization 5. The Workplace Proximity 6. The Romance Resonance 7. The Proton Displacement 8. The Itchy Brain Simulation 9. The Thanksgiving Decoupling 10. The Discovery Dissipation 11. The Cooper Extraction 12. The Hesitation Ramification 13. The Occupation Recalibration 14. The Convention Conundrum 15. The Locomotive Manipulation 16. The Table Polarization 17. The Friendship Turbulence 18. The Mommy Observation 19. The Indecision Amalgamation 20. The Relationship Diremption 21. The Anything Can Happen Recurrence 22. The Proton Transmorgification 23. The Gorilla Dissolution 24. The Status Quo Combustion | 1. The Locomotion Interruption 2. The Junior Professor Solution 3. The First Pitch Insufficiency 4. The Hook-up Reverberation 5. The Focus Attentuation 6. The Expedition Approximation 7. The Misinterpretation Agitation 8. The Prom Equivalency 9. The Septum Deviation 10. The Champagne Reflection 11. The Clean Room Infiltration 12. The Space Probe Disintegration 13. The Anxiety Optimization 14. The Troll Manifestation 15. The Comic Book Store Regeneration 16. The Intimacy Acceleration 17. The Colonization Application 18. The Leftover Thermalization 19. The Skywalker Incursion 20. The Fortification Implementation 21. The Communication Deterioration 22. The Graduation Transmission 23. The Maternal Combustion 24. The Commitment Determination |

| 1. The Matrimonial Momentum 2. The Separation Oscillation 3. The Bachelor Party Corrosion 4. The 2003 Approximation 5. The Perspiration Implementation 6. The Helium Insufficiency 7. The Spock Resonance 8. The Mystery Date Observation 9. The Platonic Permutation 10. The Earworm Reverberation 11. The Opening Night Excitation 12. The Sales Call Sublimation 13. The Empathy Optimization 14. The Meemaw Materialization 15. The Valentino Submergence 16. The Positive Negative Reaction 17. The Celebration Experimentation 18. The Application Deterioration 19. The Solder Excursion Diversion 20. The Big Bear Precipitation 21. The Viewing Party Combustion 22. The Fermentation Bifurcation 23. The Line Substitution Solution 24. The Convergence Convergence | 1. The Conjugal Conjecture 2. The Military Miniaturization 3. The Dependence Transcendence 4. The Cohabitation Experimentation 5. The Hot Tub Contamination 6. The Fetal Kick Catalyst 7. The Veracity Elasticity 8. The Brain Bowl Incubation 9. The Geology Elevation 10. The Property Division Collision 11. The Birthday Synchronicity 12. The Holiday Summation 13. The Romance Recalibration 14. The Emotion Detection Automation 15. The Locomotion Reverberation 16. The Allowance Evaporation 17. The Comic-Con Conundrum 18. The Escape Hatch Identification 19. The Collaboration Fluctuation 20. The Recollection Dissipation 21. The Separation Agitation 22. The Cognition Regeneration 23. The Gyroscopic Collapse 24. The Long Distance Dissonance | 1. The Proposal Proposal 2. The Retraction Reaction 3. The Relaxation Integration 4. The Explosion Implosion 5. The Collaboration Contamination 6. The Proton Regeneration 7. The Geology Methodology 8. The Tesla Recoil 9. The Bitcoin Entanglement 10. The Confidence Erosion 11. The Celebration Reverberation 12. The Matrimonial Metric 13. The Solo Oscillation 14. The Separation Triangulation 15. The Novelization Correlation 16. The Neonatal Nomenclature 17. The Athenaeum Allocation 18. The Gates Excitation 19. The Tenant Disassociation 20. The Reclusive Potential 21. The Comet Polarization 22. The Monetary Insufficiency 23. The Sibling Realignment 24. The Bow Tie Asymmetry | 1. The Conjugal Configuration 2. The Wedding Gift Wormhole 3. The Procreation Calculation 4. The Tam Turbulence 5. The Planetarium Collision 6. The Imitation Perturbation 7. The Grant Allocation Derivation 8. The Consummation Deviation 9. The Citation Negation 10. The VCR Illumination 11. The Paintball Scattering 12. The Propagation Proposition 13. The Confirmation Polarization 14. The Meteorite Manifestation 15. The Donation Oscillation 16. The D & D Vortex 17. The Conference Valuation 18. The Laureate Accumulation 19. The Inspiration Deprivation 20. The Decision Reverberation 21. The Plagiarism Schism 22. The Maternal Conclusion 23. The Change Constant 24. The Stockholm Syndrome |

## Spinoff-ovi

### Mladi Sheldon(2017. – 2024.)
2017. Teorija velikog praska proizvela je spin-off prednastavak, Young Sheldon fokusiran na Sheldonovo djetinjstvo. Mladog Sheldona tumači Ian Armitage, a kroz seriju pripovijeda stariji Sheldon, Jim Parsons. Serija je trajala od 2017. do 2024. s ukupno 7 sezona i sveukuono 141 epizoda.

### Georgiejev i Mandyn prvi brak(2024. –u tijeku)
U siječnju 2024. objavljeno je da je u planu spin-off serija Mladog Sheldona usmjerena na Georgie Coopera i Mandy McAllister koja će biti predviđena za sezonu 2024./25. na CBS-u. Dana  5. ožujka 2024. serija je naručena od strane CBS-a. A premijerno se počela prikazivati na 17. listopada 2024.

### Stuart Fails to Save the Universe
U travnju 2023. objavljeno je da je u razvoju novi spin-off izvorne serije. Dana 10. listopada 2024. objavljeno je da će treći spin-off pratiti Stuarta Blooma, njegovu djevojku Denise i geologa Berta Kibblera, a Kevin Sussman, Lauren Lapkus i Brian Posehn ponovit će svoje uloge. Dana 19. ožujka 2025. najavljen je naslov serije, Stuart Fails to Save the Universe.

## Nagrade
Teorija velikog praska do sada je osvojila samo jednu prestižnu televizijsku nagradu Emmy: najbolji glavni glumac u komediji/mjuziklu - Jim Parsons. To mu je bila druga nominacija za ulogu Sheldona Coopera, a osim njega za nagradu Emmy nominirana je i Christine Baranski za ulogu Leonardove majke i to dvije godine za redom. Iako serija još uvijek čeka prvu nominaciju za Zlatni globus, za 2010., 2013., 2015., 2016. i 2017. godinu proglašena je najboljom humurističnom serijom na dodjeli nagrada People's Choice Award.

## Serija na DVD-ovima i Blu-rayju
U Hrvatskoj serija Teorija velikog praska još uvijek nije izdana na DVD-ovima, a na RTL televiziji se tijekom ljeta 2010. godine prikazala prva sezona serije. U Europi (druga regija) izdane su prve tri sezone serije koje osim svih nastavaka sadržavaju i poneke posebne dodatke (od kojih svakako treba izdvojiti neuspješne scene sa snimanja na izdanju za drugu i treću sezonu serije). Treća sezona serije prva je koja je izdana i u Blu-ray formatu.

## Poznati glumci, redatelji i znanstvenici koji se pojavljuju u seriji igrajući sebe
- Stephen Hawking
- Neil deGrasse Tyson
- George Smoot
- Stan Lee
- Leonard Nimoy
- Patrick Stewart
- Charlie Sheen
- Bob Newhart
- Bill Nye
- Michael J. Massimino
- Will Wheaton
- LeVar Burton
- Ira Flatow
- Katee Sackhoff
- James Earl Jones
- Buzz Aldrin
- Nathan Fillion
- Summer Glau

## Emitiranje u Hrvatskoj
| Sezona | FOX                                     | RTL Living                               | HBO 2                                    |
| ------ | --------------------------------------- | ---------------------------------------- | ---------------------------------------- |
| 1.     | 26. srpnja 2017. – 2. srpnja 2017.      | 5. ožujka 2022. – 2. travnja 2022.       | 31. svibnja 2022. – 10. lipnja 2022.     |
| 2.     | 2. srpnja 2017. – 14. kolovoza 2017.    | 2. travnja 2022. – 8. svibnja 2022.      | 10. lipnja 2022. – 27. lipnja 2022.      |
| 3.     | 26. srpnja 2018. – 10. kolovoza 2018.   | 14. svibnja 2022. – 19. lipnja 2022.     | 28. lipnja 2022. – 13. srpnja 2022.      |
| 4.     | 11. prosinca 2019. – 19. prosinca 2019. | 26. listopada 2019. – 1. prosinca 2019.  | 14. srpnja 2022. – 29. srpnja 2022.      |
| 5.     | 19. prosinca 2019. – 27. prosinca 2019. | 7. prosinca 2019. – 12. siječnja 2020.   | 1. kolovoza 2022. – 16. kolovoza 2022.   |
| 6.     | 15. veljače 2018. – 5. ožujka 2018.     | –                                        | 17. kolovoza 2022. – 1. rujna 2022.      |
| 7.     | 6. ožujka 2018. – 26. ožujka 2018.      | 18. siječnja 2020. – 23. veljače 2020.   | 2. rujna 2022. – 19. rujna 2022.         |
| 8.     | 28. ožujka 2018. – 16. travnja 2018.    | –                                        | 20. rujna 2022. – 5. listopada 2022.     |
| 9.     | 23. siječnja 2020. – 30. siječnja 2020. | 14. kolovoza 2022. – 17. rujna 2022.     | 6. listopada 2022. – 21. listopada 2022. |
| 10.    | 9. kolovoza 2020. – 23. kolovoza 2020.  | 17. rujna 2022. – 8. listopada 2022.     | 24. listopada 2022. – 8. studenoga 2022. |
| 11.    | 16. svibnja 2021. – 26. lipnja 2021.    | 8. listopada 2022. – 29. listopada 2022. | 9. studenoga 2022. – 24. studenoga 2022. |
| 12.    | 4. kolovoza 2022. – 23. kolovoza 2022.  | –                                        | 25. studenoga 2022. – 12. prosinca 2022. |

## Vanjske poveznice
- Službena stranica na cbs.com (engl.)
- The Big Bang Theory u internetskoj bazi filmova IMDb-a (hrv.)
- Teorija velikog praska  Arhivirana inačica izvorne stranice od 3. listopada 2017. (Wayback Machine) stranica na RTL Televiziji (hrv.)